# رهبر حزبی
در یک نظام دولتی، یک رهبر حزبی، نماینده رسمی حزب سیاسی برآمده از آن است. بسته به کشور، رهبرهای حزبی با عناوینی مانند رئیس، دبیرکل، رئیس شورای مرکزی، رئیس جلسه، منشی کل یا به‌سادگی رهبر خطاب شوند.